# El Sartana, l'ombre de ta mort
Pour les articles homonymes, voir Sartana.
Pour plus de détails, voir Fiche technique et Distribution.
El Sartana, l'ombre de ta mort (Passa Sartana... è l'ombra della tua morte) est un western spaghetti italien réalisé par Demofilo Fidani (sous le pseudonyme de Sean O'Neil), sorti en 1969.

Comme c'était l'usage dans ces années-là, fut ajouté au titre le nom de Sartana bien que le film ne fût pas dans la série « canonique » des aventures du personnage. Fidani tournera en tout quatre films « apocryphes » autour du personnage.

## Synopsis
Silver City est terrorisée par les frères Randall et leurs hommes de main : ceux-ci volent, dévalisent des banques et des diligences, et vont jusqu'à assassiner le juge Benson. Le vieux shérif n'est pas capable de s'opposer à eux. Son adjoint lui suggère de faire appel à un homme recherché, Sartana, et de lui offrir l'équivalent de sa mise à prix, 12 000 $, pour arrêter les hors-la-loi.
Sartana accepte et élimine petit à petit les hommes de main. Puis, après une partie de poker, il rejoint le chef, Baby Face Randall, et son frère Benny Randall dit « le Gaucher ». Il les élimine tous les deux en duel. Dernier acte, il refuse le dédommagement à condition qu'on annule sa mise à prix.

## Fiche technique
- Titre français : El Sartana, l'ombre de ta mort<[2]
- Titre original italien : Passa Sartana... è l'ombra della tua morte
- Genre : Western spaghetti
- Réalisateur : Demofilo Fidani (sous le pseudo de Sean O'Neail)
- Scénariste : Demofilo Fidani (sous le pseudo de Miles Deem)
- Production : Demofilo Fidani pour Tarquinia Film
- Photographie : Franco Villa
- Format d'image : 1.85:1
- Montage : Piera Bruni
- Durée : 87 minutes
- Effets spéciaux : Enrico Catalucci
- Musique : Lallo Gori
- Décors : Mila Vitelli Valenza
- Costumes : Mila Vitelli Valenza (sous le pseudo de Mila)
- Maquillage : Corrado Blengini
- Pays :  Italie
- Année de sortie : 1969
- Distribution en Italie : Indipendenti regionali
- Date de sortie en salle en France : 10 décembre 1969[2]

## Distribution
- Jeff Cameron : Sartana
- Benito Pacifico (sous le pseudo de Dennys Colt) : Babyface Randall/Burt Randall
- Paolo Figlia (sous le pseudo de Frank Fargas) : Benny Randall, le Gaucher
- Dino Strano : le shérif Dick Logan
- Simonetta Vitelli (sous le pseudo de Simone Blondell) : Trudie
- Elisabetta Fanti
- Mariella Palmich : la fille enlevée dans le village fantôme
- Demofilo Fidani (sous le pseudo de Miles Deem) : un notable
- Luciano Conti : un hors-la-loi
- Franca Licastro
- Michele Branca : un hors-la-loi
- Fulvio Pellegrino
- Diego Spataro : l'adjoint du shérif (non crédité)

## Réception
En Italie le film rapporta 134,8 millions de lires.